# Erik de Laval
Erik Patrick Honoré de Laval (Stoccolma, 28 aprile 1888 – Lidingö, 9 novembre 1973) è stato un pentatleta svedese.
È il fratello dei pentatleti Patrik de Laval ed Georg de Laval.

## Palmarès
In carriera ha conseguito i seguenti risultati:
- Giochi olimpici:

Anversa 1920: argento nel pentathlon moderno.